# Großer Adelberg
Der Große Adelberg ist ein insgesamt 567,4 m ü. NHN hoher Berg im mittleren Pfälzerwald.

## Lage
Der Berg befindet sich auf der Gemarkung der Stadt Annweiler am Trifels nördlich des Siedlungsgebiets der Kernstadt. Nordöstlich befindet sich der Stadtteil Gräfenhausen. Östlich von ihm liegen der Krappenfels sowie der Mittelberg. Südwestlich liegt zudem der Kleine Adelberg. Am nordwestlich gelegenen Vorberg Schinderkopf (493,3 m) befindet sich die vom Jugendpflegeverein Jung-Pfalz bewirtschaftete Jung-Pfalz-Hütte.

## Anbindung
Sein südliches Einzugsgebiet wird durch die Bundesstraße 10 und der Bahnstrecke Landau–Rohrbach mit dem Bahnhof Annweiler am Trifels begrenzt. Darüber hinaus befindet sich in seinem Einzugsbereich das Turnerjugendheim Annweiler des Pfälzer Turnerbundes sowie ein Pumpwerk.

## Wanderwege
Der Große Adelberg wird nördlich, östlich und südlich vom Prädikatswanderweg Pfälzer Weinsteig und vom Fernwanderweg Staudernheim–Soultz-sous-Forêts umrundet.